# Cosmas en Damianus
Cosmas en Damianus (Grieks: Κοσμάς και Δαμιανός) waren volgens de christelijke overlevering tweelingbroers, geboren in de tweede helft van de 3e eeuw in Syrië. Van hun leven is niets met zekerheid bekend. Zij zouden allebei geneesheren zijn geweest, die kosteloos hun geneeskundige diensten aanboden (daarom staan zij in de oosterse kerk bekend als de Agioi Anárgyroi, d.i. Heilige Geldlozen) en dankzij hun levenswijze velen tot het christendom bekeerden. 
Tijdens de christenvervolging onder keizer Diocletianus behoorden zij tot de eerste slachtoffers. Zij werden door de stadhouder Lycias gearresteerd en ondervraagd. Nadat zij over hun christelijke geloof hadden getuigd, werden zij in 303 onthoofd. 
Boven hun graf in Cyrrhus is een kerk gebouwd. Van daaruit heeft hun verering zich naar Rome en van daaruit over de hele wereld verbreid. Reeds in de 5e eeuw werden zij veel vereerd. Paus Felix III (paus van 526 tot 530) verbouwde de tempel van Romulus bij het Forum Romanum tot een aan hen gewijde kerk. Het was deze kerk die de Nederlandse kardinaal Johannes Willebrands in 1975 toegewezen kreeg als titelkerk.
Het christendom ziet Cosmas en Damianus als de patroonheiligen van artsen, apothekers en andere beroepen uit de medische sector. Zij worden daarom vaak afgebeeld met een attribuut dat daar iets mee te maken heeft. In de Martinikerk in Groningen is dat bijvoorbeeld een zogenaamd pisglas, een glazen kolf, waarin urine verzameld werd om aan de hand daarvan ziektebeelden te kunnen bepalen. Hun feestdag valt op 26 september.

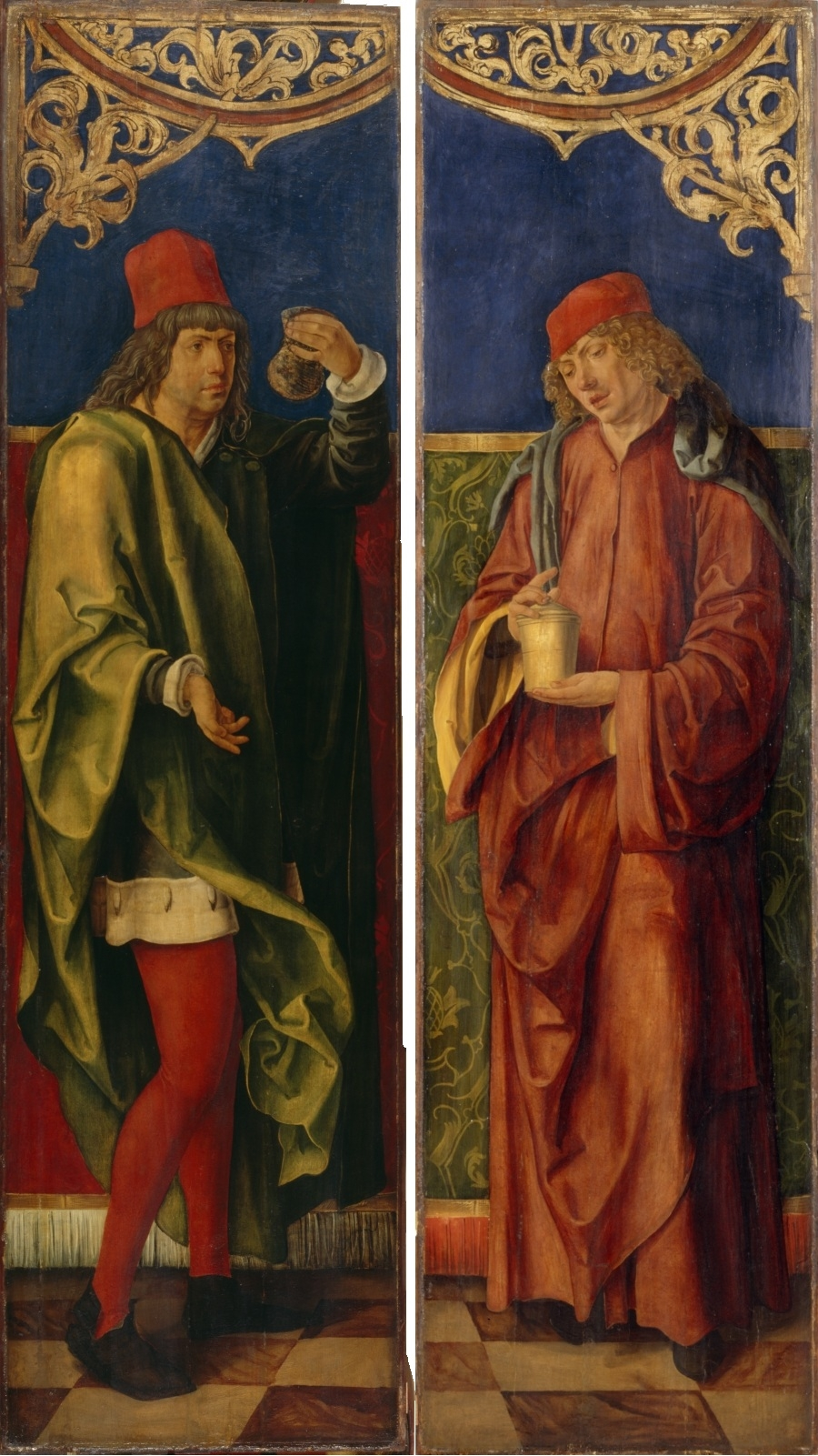
Cosmas en Damianus (Nikolaasaltaar in de St. Lorenzkerk in Neurenberg
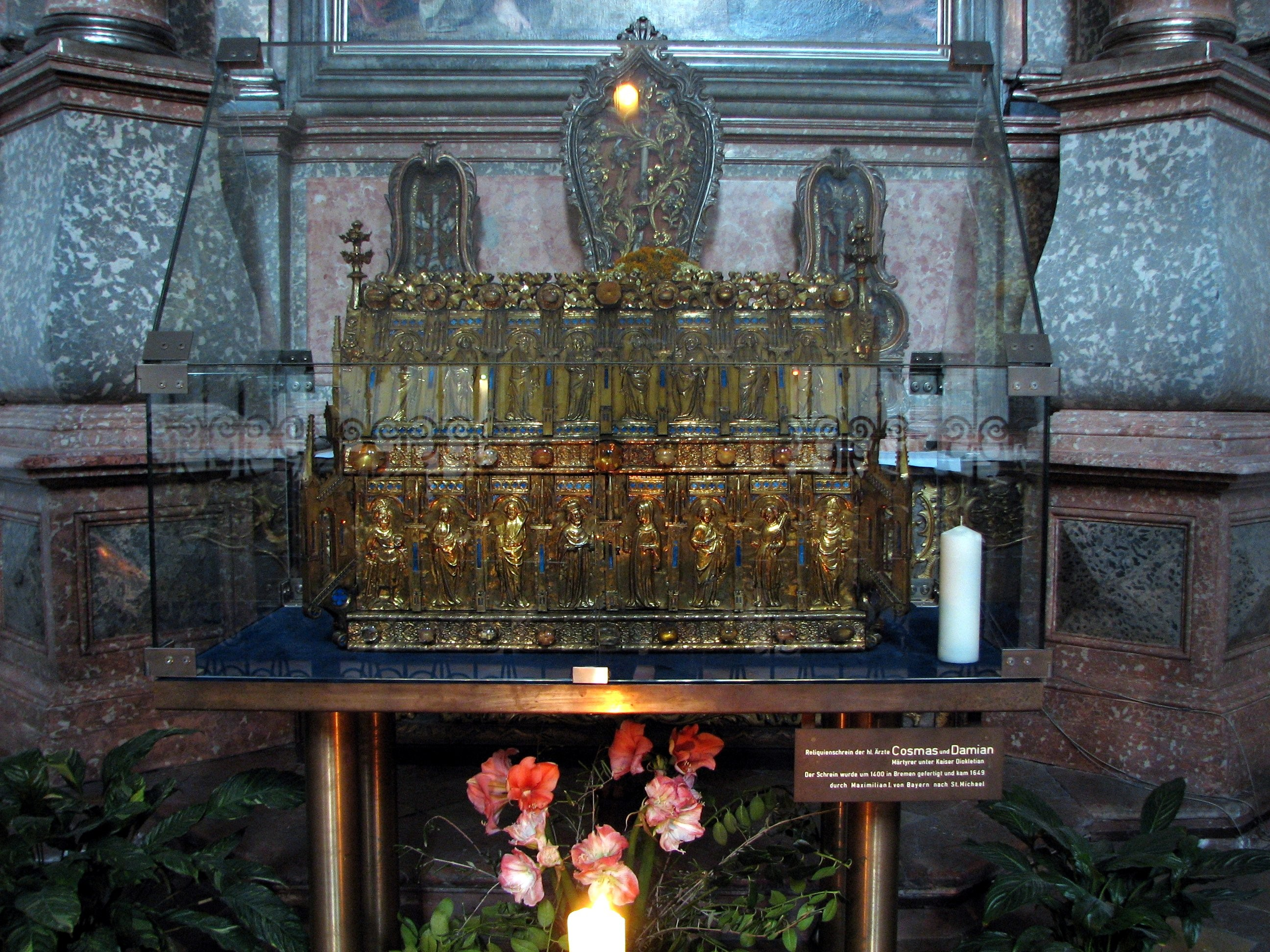
Reliekschrijn in de St. Peterkerk in München, dat de schedels van de beide heiligen zou bevatten. Overigens zouden hun schedels zich ook bevinden in Madrid

## Pater Damiaan
Jozef De Veuster koos de broedernaam Damiaan naar voorbeeld van Damianus.